# Brabham BT44
Pour les articles homonymes, voir Brabham.
Chronologie des modèles (1974 - 1975)
Brabham BT42 Brabham BT45
La Brabham BT44 est une monoplace de Formule 1 conçue par l'ingénieur sud-africain Gordon Murray pour la saison 1974.
Elle est, en partie, une amélioration de sa précédente création, la BT42 de 1973 tournant autour du classique binôme Ford-Cosworth DFV / Hewland pour le train arrière. Cependant, l'aérodynamique est très travaillée et son  dessin clair constitue une ébauche de ce qui deviendra la maîtrise de l'effet de sol.
1974 est une saison de succès pour Brabham : Carlos Reutemann signe une victoire dès sa troisième sortie. Vient ensuite une série de contre-performances avant un podium en Allemagne, puis une victoire en Autriche avant de terminer par une pole et un doublé (Carlos Pace est venu en renfort en cours de saison) lors du dernier Grand Prix. L'Argentin termine sixième du classement pilote et Brabham est troisième chez les constructeurs.
La BT44 est à nouveau alignée en 1975 en configuration BT44B. Elle signe sept podiums lors des sept premières manches, dont une victoire pour Pace au Brésil. Reutemann l'emporte en Allemagne et termine troisième du championnat, ce qui permet à l'écurie de devenir vice-championne chez les constructeurs.
Remplacées par les BT45 à moteur Alfa Romeo en 1976, les BT44B sont revendues à l'écurie RAM Racing, sans résultats notables (deux douzième places).